# 石堂夏央
石堂 夏央（いしどう なつお、1973年7月17日 - ）は、日本の女優。愛知県出身。血液型A型。身長160cm。所属事務所は、ケイダッシュ→ブルーベアハウス。

## 略歴・人物
- 1993年、漫画雑誌『ガロ』制作の映画『オートバイ少女』（あがた森魚監督）のオーディションを受け、1,500名の応募の中からヒロインに選ばれる。あがたが語るところによると「一時少年に近づいた面影のある少女だったから」という。
- 1994年、TBC 東京ビューティーセンターのCM（「私のどこが好き？」「体。」「彼ったら、私の体、好きなんだって。」）で注目される。
- 2008年、眞邊明人が主宰の即興芝居のグループ、関東アクトリーグのチームCULTS（カルツ）に加入し、活動の中心とする。
- デビュー時より1990年代の間は、ボーイッシュなショートカットヘアと笑わない鋭いまなざしで、暗く翳のある中性的な少女の印象が強かった。現在も若干その面影を残している。
- 趣味は読書と映画鑑賞。特に読書はモダンホラーから純文学に至るまで幅広く、暇があると図書館に入り浸っては手当たり次第に読み耽り、ひと月に読む本は20冊を超えていたという。また雑誌SPAの記事によると入浴中も読書をしていたという。好きな作家や本として、小川洋子やレイ・ブラッドベリの『歌おう、感電するほどの喜びを!』を挙げている。[1]また漫画に関しても、その細部に亘る読み込みぶりは『BSマンガ夜話』で驚嘆されたほどである。[2]

## 出演

### 映画
- オートバイ少女（1994年） - みのる 役
- 119（1994年）
- BeRLiN（1995年）
- シークレットワルツ（1996年） - マキ 役
- 汝殺すなかれ（1996年） - 羽佐間弥生 役
- ワンダフルライフ（1999年） - 渡辺京子（青春時代）役
- trancemission（1999年） - 松戸の妻役
- まぐろのしっぽ（2000年） - 菊池彗子 役
- けものがれ、俺らの猿と（2000年）
- MONDAY（2000年）
- 稲川淳二の餌食II（2000年 Vシネマ）
- LOVE SONG（2001年） - 美代子 役
- THE SNOW （2002年） - 女中役
- 日常恐怖劇場 オモヒノタマ 念珠（死ノ珠「リアル」 2003年） - 東達男の妻 役
- 花よりもなほ（2006年） - お絹 役
- 観察 永遠に君を見つめて（2007年） - 名取静香 役
- KAMACHOP カマチョップ（2008年）
- トテチータ・チキチータ （2012年）
- 赦免花 （2013年）
- 抗争の挽歌（2013年）
- 学校の怪談 呪いの言霊（2014年） - 養護教諭 役

### Vシネマ
- 抗争の挽歌（2013年） - チアキ(夏木優三郎の妻)役
- 日本統一4-7（2014年） - リョウコ(侠和会三上組若頭龍征会会長氷室蓮司の妻)役
- 極サギ3（2015年） - 宇田川マナミ 役

### テレビドラマ
- ラッキィ（1994年 NHKBS2）
- 東芝日曜劇場 きのうの敵は今日も敵（1995年4月～6月 TBS系） - 杉山友紀役
- 銀狼怪奇ファイル 第6話「死神が絵からぬけだし最後の娘が死ぬ… 血ぬられた画家一族を狙う復讐の仮面をあばけ! 」（1996年2月17日 日本テレビ系） - 鴻神あやか役
- 連続テレビ小説 ひまわり（1996年4月～10月 NHK） - 小牧怜役
- 物書同心いねむり紋蔵 第15話「その女人倫を乱すにつき」（1998年7月10日 NHK） - 粂次郎役
- Tears 第17話「hometown」（1999年1月28日 テレビ朝日）
- てっぺん（1999年7月～9月 テレビ朝日系） - 三崎誓子役
- 月曜ドラマスペシャル シベリア鉄道殺人事件（1999年12月27日 TBS系） - 杉原みゆき役
- 伊藤潤二恐怖コレクション「墓標の町」（2000年9月30日 テレビ朝日）
- 科捜研の女2 第3話「監禁された女子大生！タイマー感電死まで24時間!!」（2000年11月2日 テレビ朝日系） - 国枝忍役
- Pure Soul〜君が僕を忘れても〜（2001年4月～6月 日本テレビ系） - 西田千明役
- 京都迷宮案内3 第14話「盗まれた赤ん坊を追え!古都を走る女の謎」（2001年5月17日 テレビ朝日系） - 村瀬良江役
- 大河ドラマ 利家とまつ〜加賀百万石物語〜（2002年 NHK） - 濃姫役
- Nail（ネイル）悲しいほどホラー（2002年1月～2月 WOWOW）
- 女と愛とミステリー 天竜・伊那殺人渓谷（2003年8月3日 BSジャパン、2003年8月6日テレビ東京系） - 朝日奈真理子役
- あなたには帰る家がある（2003年12月3日 BSフジ）
- ファンタズマ〜呪いの館〜 EPISODE5「別れのワイングラス」（2004年9月12日・19日 テレビ東京） - 智子（博之の妻）役
- 月曜ミステリー劇場 おばさん会長・紫の犯罪清掃日記 ゴミは殺しを知っている6（2004年12月13日 TBS系）
- 医龍-Team Medical Dragon- 第1シリーズ第4話「教授が患者を殺す」（2006年5月4日 フジテレビ系） - 母親役
- 月曜ゴールデン 占い師みすず 事件は運命の彼方に（2006年6月5日 TBS系） - 宣子役
- 熟年離婚〜妻への詫び状〜（2006年11月22日 テレビ東京系） - 沼田裕江役
- トリハダ6 第3話「保身に必要な最低限の代償」（2009年10月7日 フジテレビ系）
- 白衣のなみだ （2013年6月 フジテレビ系） - 手塚麻子役
- ST 赤と白の捜査ファイル 最終話「最大の難事件モモタロウの謎今夜完結! 黒幕の正体は?」（2014年9月17日 日本テレビ系） - 関本麻衣役
- ドラマスペシャル 最上の命医2016（2016年2月10日 テレビ東京系） - 古賀晶
- 定年女子（2017年） ‐ 藤原冴子
- Missデビル 人事の悪魔・椿眞子 第6話「マタハラは許さない 悪魔の成敗!」（2018年5月19日 日本テレビ系）

### バラエティほか
- ぐるぐるナインティナイン（1994年 日本テレビ）
- デカメロン（1997年 TBS系）
- BSマンガ夜話（NHKBS2） 「ぶっせん」（2002年8月7日）、「百鬼夜行抄」（2002年10月31日）、「ベルサイユのばら」（2003年11月24日）

### CM
- TBC 東京ビューティーセンター（1994年 - 1995年）　「彼ったら、私の体、好きなんだって。」
- 花王 ソフィーナフェイスバランスcool（1996年）
- J-PHONE（1999年）
- 日立製作所 Prius Deck（2000年）松坂大輔を止める
- メルセデス・ベンツEクラス（2001年）「人が、美しい国。 」
- KDDI（2001年）電話かけろよ編

### TVゲームソフト
- アナザー・マインド（1998年） - 亜月レイカ役

### 舞台
- 竹中直人の会　第5回公演『月光のつヽしみ』（1994年12月13日 - 29日、1995年1月11日 - 22日、下北沢ザ・スズナリ） - 若葉（民男の妻）役
- 打打芝居　『アゲイン』（1998年1月28日 - 2月1日　下北沢ザ・スズナリ） - 家出した娘役
- 竹中直人の会　『月光のつヽしみ』再演（2002年12月5日 - 29日、本多劇場） - 若葉（民男の妻）役
- 東京深夜舞台　第4回公演『ドント・ルック・バック・イン・アンガー』（2009年4月9日　西麻布SuperDeluxe） - 桐子役

## 出版物

### 雑誌
- FOCUS（新潮社） 1993年12月17日号「『ガロ』から誕生した女優1号～1500人から選ばれたあがた森魚監督作品とヒロインの素顔」
- ガロ（青林堂） 1994年3月号 荒木経惟撮り下ろし『夏央』、1994年9月号 特集『オートバイ少女』 石堂夏央カラーグラビア
- 週刊FRIDAY（講談社） 1994年8月12日号（No.530）
- キネマ旬報（キネマ旬報社） 1994年8月15日号（No.1139）特集『オートバイ少女』 石堂夏央インタビュー「脚本をキチンと読めるようになってどんどん映画に出てみたい」
- 週刊プレイボーイ（集英社） 1994年12月20・27日号、1996年12月10日号
- FINEBOYS（日之出出版）　1995年5月号　Comment vous appellez-vous? 石堂夏央
- BOON（祥伝社） 1995年7月号
- CHECKMATE（講談社） 1995年8月号
- CM NOW（玄光社） 56号、57号、58号（以上1995年）、63号（1996年）、85号（2000年）、93号（2001年）
- SAPIO（集英社） 1996年6月26日号　「世紀末の奇才たち」第7回 石堂夏央
- an・an（マガジンハウス） 1996年9月6日号「個性的に目立ちたい気分を表現するには、ショートが最適!長い前髪と衿足で今年風に」
- 週刊SPA!（扶桑社） 1996年10月2日号
- H（ロッキング・オン） 1998年3月増刊号（Vol.21） 石堂夏央×杉浦英治 just married

### 新聞
- 読売新聞1994年8月8日夕刊 「演技みずみずしく〜映画『オートバイ少女』新人の石堂夏央」

## 歌
- ノワイエ（溺れるあなた） CD『ゲンスブール・トリビュート'95』（1995年 日本コロムビア）

## 参考

### 漫画
- 鉄風（太田モアレ　2008年よりgood!アフタヌーンで連載）〜主人公が身長182cmの「石堂夏央」（読みも同じ）で格闘技を行う。